# Gran Premio del Úlster de Motociclismo de 1954
El Gran Premio del Úlster de Motociclismo de 1954 fue la tercera prueba de la temporada 1954 del Campeonato Mundial de Motociclismo. El Gran Premio se disputó del 24 al 26 de junio de 1954 en Dundrod.

## Resultados de 500cc
La carrera de 500cc se disputó y fue ganada por Ray Amm por delante de Rod Coleman y Gordon Laing. Sin embargo, debido al mal tiempo, la carrera se acortó de 27 a 15 vueltas y por lo tanto no pudo ser considerado como resultado válido.

## Resultados 350cc
El equipo de Moto Guzzi, que se había retirado en el TT de Man, dio alas a Norton y AJS para ganar la carrera. Finalmente, fue Ray Amm el que ganó la carrera por delante de su compañero de equipo Jack Brett y Bob McIntyre con la AJS 7R. Gordon Laing terminó cuarto.
| Pos.    | Piloto          | Equipo | Tiempo/Retirado | Puntos |
| ------- | --------------- | ------ | --------------- | ------ |
| 1       | Ray Amm         | Norton | 2h 13' 15" 6    | 8      |
| 2       | Jack Brett      | Norton | +34" 4          | 6      |
| 3       | Bob McIntyre    | AJS    | +47" 4          | 4      |
| 4       | Gordon Laing    | Norton |                 | 3      |
| 5       | Leo Simpson     | AJS    |                 | 2      |
| 6       | Maurice Quincey | Norton |                 | 1      |
| Fuente: |                 |        |                 |        |

## Resultados 250cc
Como en el Lightweight TT, la carrera de 250cc fue completamente controlada por los pilotos de NSU. Werner Haas ganó por delante de Hans Baltisberger y Hermann Paul Müller. Reg Armstrong y Rupert Hollaus no aparecen en los resultados, pero probablemente estuvieron entre los que abandonaron. Probablemente hubo muchos, porque John Horne anotó puntos con su Rudge, al igual que Bob Geeson con su REG casero. Fue notable que Werner Haas, Rupert Hollaus y Hans Baltisberger hicieran la misma vuelta rápida.
| Pos. | Piloto              | Equipo     | Tiempo/Retirado | Puntos |
| ---- | ------------------- | ---------- | --------------- | ------ |
| 1    | Werner Haas         | NSU        | 1h 14' 31" 4    | 8      |
| 2    | Hans Baltisberger   | NSU        | +0" 2           | 6      |
| 3    | Hermann Paul Müller | NSU        | +1' 45" 6       | 4      |
| 4    | Arthur Wheeler      | Moto Guzzi |                 | 3      |
| 5    | John Horne          | Rudge      |                 | 2      |
| 6    | Bob Geeson          | REG        |                 | 1      |

## Resultados 125cc
Al podio del cuarto de litro solo subieron pilotos de la NSU pilotos. En la Ultra-Lightweight TT, Carlo Ubbiali y Cecil Sandford habían hecho una buena carrera con sus MV Agusta Bialbero 125 pero no tuvieron ninguna posibilidad en Úlster. Al final, victoria de Rupert Hollaus seguido de Hermann Paul Müller, Hans Baltisberger y Werner Haas.
| Pos. | Piloto              | Equipo    | Tiempo/Retirado | Puntos |
| ---- | ------------------- | --------- | --------------- | ------ |
| 1    | Rupert Hollaus      | NSU       | 1h 09' 20"      | 8      |
| 2    | Hermann Paul Müller | NSU       | +29"            | 6      |
| 3    | Hans Baltisberger   | NSU       | +1' 03"         | 4      |
| 4    | Werner Haas         | NSU       |                 | 3      |
| 5    | Cecil Sandford      | MV Agusta |                 | 2      |
| 6    | Angelo Copeta       | MV Agusta |                 | 1      |